# Shorea polysperma
Espèce
Synonymes
- Dipterocarpus polyspermus Blanco[2]
- Mocanera polysperma Blanco[2]

Statut de conservation UICN

 LC  : Préoccupation mineure
Shorea polysperma est une espèce de plantes du genre Shorea de la famille des Dipterocarpaceae.